# Paddy Ryan
Paddy Ryan (14. marts 1851 – 14. december 1900) var en irsk-amerikansk bokser, som var Verdensmester i boksning fra den 30. maj 1880 hvor han vandt titlen fra Joe Goss til han mistede titlen til John L. Sullivan den 7. februar 1882.